# Garde-frontière

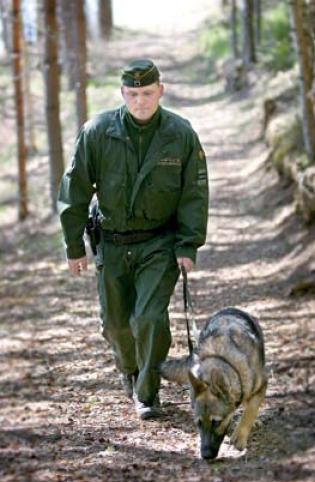
Un garde-frontière finlandais en patrouille avec son chien en 2006.

Un garde-frontière est une personne militaire ou policière chargée officiellement de la surveillance des frontières d'un pays. 
Les garde-frontières ou gardes-frontières maritimes sont appelés des « garde-côtes » et ont pour rôle de surveiller les eaux territoriales d'un pays.

## Histoire
De nombreux États disposent de troupes militaires ou paramilitaires chargées de surveiller leurs frontières, dont l'Égypte, l'Inde, Israël, l'Italie, la Russie, le Pakistan, l'Espagne, le Royaume-Uni ou encore les États-Unis et le Bangladesh par exemple.
En Suisse, le Corps des gardes-frontière était une organisation civile uniformée dépendant de l'administration fédérale des douanes et du département fédéral des finances. Ce corps peut être amené à contribuer à la défense du pays comme ce fut le cas durant la Seconde Guerre mondiale, pendant laquelle de nombreux incidents de frontière y causèrent des pertes importantes.
Les douaniers français sont également une administration civile, mais organisée comme un corps de police, avec uniformes et armement. Le contrôle des frontières françaises est également assuré par la Police aux frontières (PAF, ancienne Police de l'air et des frontières), une direction centrale de la Police nationale. 
La République démocratique allemande (RDA, Allemagne de l'Est) disposait de troupes ayant pour unique rôle de surveiller ses frontières (notamment la frontière intérieure allemande) durant la guerre froide : les Grenztruppen der DDR.

## Liste des agences de gardes-frontière

### Actives
- Allemagne : Garde frontière fédérale
- Arménie : Garde frontalière arménienne
- Canada : Agence des services frontaliers du Canada
- États-Unis : 
  - United States Border and Customs Protection
  - United States Border Patrol
- France :
  - Police aux frontières
  - Direction générale des Douanes et Droits indirects
- Finlande : Gardes-frontières finlandais
- Inde : Border Security Force
- Israël : Police aux frontières israélienne
- Italie : Garde des finances
- Royaume-Uni : Border Force
- Suisse : Corps des gardes-frontière
- Tunisie : Garde nationale tunisienne
- Ukraine : Service national des gardes-frontières d'Ukraine

### Dissoutes
- Empire byzantin : Akrites
- Allemagne de l'Est : Grenztruppen der DDR
- Royaume-Uni : British Frontier Service